# 9-nine-系列
《9-nine-系列》是由PALETTE發售的戀愛冒險類型成人遊戲。本作以章節形式發售，自2017年起陸續推出。第1作〈九次九日九重色〉（ここのつここのかここのいろ）於2017年4月28日發售，第2作〈天色天歌天籟音〉（そらいろそらうたそらのおと）於2018年4月27日發售，第3作〈春色春戀春熙風〉（はるいろはるこいはるのかぜ）於2019年4月26日發售，第4作〈雪色雪花雪之痕〉（ゆきいろゆきはなゆきのあと）於2020年4月24日發售。截至2020年6月，系列累積發行量已超過25萬部。
本作品講述主人公新海翔在一次地震後獲得超能力後，結識其他超能力使用者並解決超能力事件和挫敗邪惡陰謀的故事。
2021年4月23日發售了〈新章〉，並自此轉型為全年齡遊戲。為了配合〈新章〉的推出，Palette特別製作了《9-nine-》全年齡合輯版，與〈新章〉同日發售。之後，Palette開始為本作進行移植和跨媒體改編：2021年10月17日宣布作品改编成漫畫，并移植到PS4和任天堂Switch平台。

## 故事概要
學園都市白巳津川市，過著普通的學園生活的新海翔，但因大地震震壞了祭祀在白蛇九十九神社的神器的關係，使得翔所在的世界與異世界產生聯繫，且以那個世界流入的「Artifact」為契機而覺醒異能的少年少女，讓翔捲入了「Artifact」和「User」們所引發的不幸的命運中。

## 登場角色
声优分为非全年龄版（前四作） / 全年龄版。
新海翔（聲：寺竹順 / 阿部敦）
作品男主角，白泉學園二年級生。責任感強且思緒敏捷。不擅長團體行動所以很少朋友。因為妹妹天想要自己的房間，在進入白泉學園就讀時便在學校附近的公寓獨居。發生Artifact事件後，被蘇菲堤雅要求回收所有Artifact。
最初因為不像別人一樣有實體的Artifact因此能力一直都是不明，直到Vol.3的結局時才確定他身上擁有世界之眼的碎片可以讓nine(玩家)觀測到他的世界(但本人並不知情而是誤認nine所擁有的複製所有其他時間線的記憶到翔身上的能力Overload才是他的能力)。
在操作Artifact上有極高的天賦。
九條都（聲：澤田なつ / 福圆美里）
Vol.1的女主角，翔的同班同學，是世界有名的企業「可樂娜集團」的千金，但本人對金錢的使用十分錙銖必較。為了累積社會經驗，因此在爺爺經營的咖啡廳「Nine Ball」打工，打工時會綁著雙馬尾並戴眼鏡，四名女主角中唯一會料理的人，在每條路線中都會展現自己的手藝。與翔一起經歷過學校裡發生的失火事件後對他十分信任和尊敬。
Artifact能力是「奪取他人的所有權」外型是髮飾，被奪取的人在被奪取的同時也會失去擁有該物品的相關記憶，如果將所有權歸還的話相關記憶也會跟著恢復，能奪取的除了物品外也包含Artifact以及用於讀取他人的記憶，有效範圍是10公尺內須自己知道位置所在和形狀或概念的東西，雖然能力本身能力沒有攻擊力，但能夠透過奪走對方釋放出來的攻擊反彈回去，也因為能力對魔眼使用者和伊莉絲而言十分棘手所以往往成為優先被對付的對象。
能力完全覺醒後得知真正能力為「支配」，能將有效範圍10公尺內所有人持有的能力奪取並使用。
新海天（聲：沢澤砂羽 / 种崎敦美）
Vol.2的女主角，翔的亲妹妹，白泉學園一年級生，性格天真活潑，跟任何人都能馬上打成一片，和翔的感情很好。
從以前就對翔抱有兄妹以上的感情，也常常偷拍翔睡覺的照片收集成冊，翔也因為某次整理照片時發現此相簿而察覺天對自己不正常的感情而決定搬出去住。
Artifact能力是「操作存在感」外型是手環，可以讓自己存在感降低不被別人發覺，也可以讓能力使其他人同時產生效果但是人數越多的話效果就會越差，但該能力對Artifact使用者效果不佳甚至對翔和九條是完全沒效果，另外能力開到極限時能將對象存在感完全除去不再被世界所觀測而被世界排除在外，有效範圍是視線內單體或多人。
香坂春風（聲： / 山冈百合）
Vol.3的女主角，翔的學姐，平時個性穩重且內向，在使用工藝品後會變成如同女王的大膽個性。害怕男性但還是對翔一見鍾情並曾試圖用能力誘惑他導致翔等人一開始誤會他的能力是誘惑。是重度的御宅族，非常喜歡貓。
Artifact能力是「心想事成」外型是項鍊，效果是將自己心裡的願望實現，後期能力完全覺醒時也成為翔一行人中對抗伊莉絲時非常重要的輔助腳色，也是一行人之中第一個完全掌握Artifact的人。
結城希亞（聲：夏和小 / 藤田茜）
Vol.4的女主角，玖方女學院二年級生。喜歡吃「Nine Ball」的聖代，被翔暗中稱為「聖代女王」。正義感強烈性格十分中二，非常喜欢猫。因為興趣和喜好和春風非常類似因此在一些路線時兩人的關係很良好。
Artifact能力是「審判」外型是戒指，能力如同其名可以對他人的罪刑進行斷罪就算是身處在異世界的伊莉絲和蘇菲也能產生效果，但效果是根據希亞本人的判斷來決定，如果他認為情節嚴重就算只是說個小謊的人可能會被他的能力殺害，反之就算是殺人放火之徒也有可能因為希亞的判斷認為情節不嚴重而受到的懲罰非常輕微，有效範圍是視線內。
蘇菲堤雅（聲： / 新井里美）
自稱是異世界的Artifact管理者，以布偶姿態出現在翔的面前，並要翔收回Artifact，最初對於沒有實體Artifact的翔非常警戒大多時間都用於監視他，但也能快速的就掌握到春風和希亞等人的情報，Vol.4中由於奈因利用從蘇非本人提供的自己十歲時尿床的秘密作為談判籌碼使翔直接讓該世界線的蘇菲相信他，並因此有更多的時間去掌握他人的情報。
實際上是異世界千年前Artifact流出時將其全部回收繳回後被稱為聖女的伊莉絲，自己認為聖女伊莉絲這名字很丟臉而改稱自己的名字為蘇菲堤雅。劇情中都以布偶的樣貌出場直到Vol.3結局時才以人影的樣貌出現在nine面前，Vol.4開頭由於與nine的聯繫增強讓nine得以見到他真實的樣貌。
成濑沙月（聲： / 武田華）
白蛇九十九神社的巫女，同时也是新海翔、九條都和深澤與一的老师。私下性格比较随意懒散。
深泽与一（聲：紅茶葉 / 山本和臣）
新海翔的損友，高峰莲夜的青梅竹马。
高峰莲夜（聲： / 杉田智和）
自称“司令官”，和與一是青梅竹马，为了不让与一陷入孤独一直陪伴在与一身边，声称和与一的关系是孽缘（挚友），哪怕只有他们两个去抗衡整个世界，也要和与一并肩。本性并不坏在第三作初次相会新海翔时曾把GHOST吐在地上的口香糖拾起来。称自己喜欢贫乳，性格时而有点中二病。
GHOST（聲：小鸟居夕花 / 高森奈津美）
與高峰蓮夜一同行動的謎之少女，個性冷酷好戰，時常會嚼口香糖。
實際上是与一使用工藝品幻體能力創造出來的幻體，但由於与一和該工藝品的相性不佳加上缺乏訓練因此創造出來的幻體在長相上和与一有些相似，Vol.3時与一將該工藝品連同魔眼一起轉讓給翔，不過由於翔對於幻體的印象大多停留在与一使用時的樣貌的關係因此召喚出來的幻體除了性格較不殘暴且常常吐槽外幾乎無異。

## 用語
Artifact
白蛇九十九神社的神器因地震而破損後，從異世界流入的不可思議飾品，擁有自己的意識，會自己選擇特定人類作為持有者並賦予特殊能力的基本使用方法。
擁有持有者後會進入活躍狀態，Artifact會變成銀製飾品；無持有者時會進入休眠狀態，Artifact會變成類似水銀的液體，可使用特殊的容器保管。
擁有自動修復的機能，並且會自動回到持有者手中，除非持有者死亡或使用特殊藥物進入假死狀態來解除契約。
原為異世界的人為了讓不會使用魔術的人所開發的魔法道具。
結城希亞將其稱呼為「聖遺物」。
Artifact User
也稱為AFUser、User。
Artifact持有者的稱呼，持有者的身體某處會出現青白色紋樣的刻印 Stigma。
每個人與Artifact有著相性差異，不同人使用相同Artifact能力的強度會不一樣，且依照個人靈魂的強度，部分持有者可同時持有複數的Artifact。
可透過體液交換來讓其他人能使用該持有者所擁有的能力，並將其稱為「眷屬化」，但有與能力排斥而讓成為眷屬的人死亡的風險。
Stigma
Artifact持有者的身體某處出現青白色紋樣的刻印，同時作為User之間辨認對象是否為User的最便利的方式。
為Artifact所自帶的術式的一部份，越是使用能力就會一直刻印到User的身上，所使用的能力強度也會越強，然而其同時會影響到靈魂，弱小的靈魂若濫用Artifact會產生精神異常、能力失控，最终暴走並自滅。
若能完全駕馭Artifact，身上的刻印會變成自己靈魂的顏色，能力強度也會達到巔峰，且今後不會有失控的情形發生。

## 主題曲
Episode 1 片頭曲「ReAliZe」
作詞：SugarLover，作曲、編曲：，主唱：米倉千尋
Episode 1 片尾曲
作詞：SugarLover，作曲、編曲：田中俊裕，主唱：米倉千尋
Episode 2 片頭曲
作詞：rino，作曲、編曲：CHO-NAN，主唱：米倉千尋
Episode 2 片尾曲
作詞：rino、KENNY，作曲、編曲：Hijiri Anze，主唱：米倉千尋
Episode 3 片頭曲「～Spring Moment～」
作詞：rino，作曲、編曲：堀江晶太，主唱：米倉千尋
Episode 3 片尾曲
作詞：rino、KENNY，作曲、編曲：堀江晶太，主唱：米倉千尋
Episode 4 片頭曲「DEAR MY WAKER」
作詞：/堀江晶太，作曲：堀江晶太，編曲：堀江晶太/，主唱：米倉千尋
Episode 4 片尾曲「Be Braver!」
作詞：，作曲、編曲：，主唱：米倉千尋
Episode 4 插入曲「Squall」
作詞：MEGUMI，作曲、編曲：CHO-NAN，主唱：米倉千尋
9-nine- 片頭曲「InFINITE Line」
作詞：，作曲、編曲：椎名豪，主唱：米倉千尋
9-nine- 片尾曲「InFINITE Line ～Grand ver.～」
作詞：、小梅蓮，作曲：椎名豪，編曲：鎌田瑞輝，主唱：米倉千尋

## 角色曲
九條都 角色曲「Lovesick Magic」
作詞：，作曲、編曲：田中俊裕，主唱：九條都（泽田夏）
新海天 角色曲「Sweet Pop」
作詞：飲茶娘，作曲、編曲：Yuki Nakano，主唱：新海天（沢澤砂羽）
香坂春風 角色曲「floating Heart」
作詞：相良心，作曲、編曲：，主唱：香坂春風（渚しろな）
結城希亞 角色曲「The Order…」
作詞：，作曲、編曲：鶴丸雄太，主唱：結城希亞（夏和小）

## 漫畫
改編漫畫由河內和泉負責作畫，在マンガがうがう和がうがうモンスター上於2021年10月22日起以月刊連載的形式連載。
| 卷數 | 雙葉社       | 雙葉社                 |
| 卷數 | 發售日期     | ISBN                   |
| ---- | ------------ | ---------------------- |
| 1    | 2025年7月3日 | ISBN 978-4-575-44095-9 |
| 2    | 2025年7月3日 | ISBN 978-4-575-44096-6 |

## 電視動畫
2024年5月29日宣布作品將獲改編為電視動畫，標題為《9-nine- 支配者的王冠》（9-nine- Ruler's Crown）。於2025年7月播出。

### 製作人員
- 原作：PALETTE
- 人物原案：和泉Tsubasu
- 導演：大畑晃一
- 系列構成、監修：紅水康介
- 人物設定：崎口紗織
- 副人物設定：上原史也
- 總作畫監督：崎口紗織、原田峰文、上原史也、西田美彌子
- 美術設定：小野寺里惠
- 美術監督：中尾陽子、河內美緒
- 色彩設計：岩井田洋
- 攝影監督：鷲津昂大
- 剪輯：柳圭介
- 音響監督：明田川仁
- 音樂：yamazo
- 動畫製作：PRA[26]

### 主題曲（電視動畫）
片頭曲ResoNAnce
演唱：あらき，作詞：，作曲、編曲：堀江晶太
片尾曲Pale Blaze
演唱：米倉千尋，作詞：，作曲、編曲：堀江晶太

### 各话列表
| 话数      | 剧本     | 分镜     | 演出     | 作画监督                                                  | 首播日期      |
| --------- | -------- | -------- | -------- | --------------------------------------------------------- | ------------- |
| Branch 01 | 吉村清子 | 大畑晃一 | 湖山祯崇 | 手岛典子、梶浦绅一郎、汤川纯                              | 2025年 7月5日 |
| Branch 02 | 吉村清子 | 大畑晃一 | 菱川直樹 | 本田敬一、CJT、鳴蟲社、魏旭龍                             | 2025年 7月5日 |
| Branch 03 | 石井風花 | 大畑晃一 | 大久保亮 | 、神田岳、北島勇樹、艾言、王家涵、西皮                    | 7月12日       |
| Branch 04 | 石井風花 | 小坂春女 | 小坂春女 | 手島典子、梶浦紳一郎、湯川純                              | 7月19日       |
| Branch 05 | 秋月宏   | 西島克彦 | 高橋志步 | 手島典子、梶浦紳一郎、湯川純                              | 7月26日       |
| Branch 06 | 秋月宏   | 片貝慎   | 菱川直樹 | 本田敬一、CJT、鸣虫社、魏旭龙、沙会朋、王猛、庚鑫、王溪元 | 8月2日        |
| Branch 07 | 秋月宏   | 大畑晃一 | 大久保亮 | 、神田岳、北島勇樹、艾言、studio cat                      | 8月9日        |
| Branch 08 | 秋月宏   | 小坂春女 | 小坂春女 | 手島典子、梶浦紳一郎、湯川純                              | 8月16日       |

### BD
| 卷数         | 发售日期           | 收录话数     | 规格编号   |
| ------------ | ------------------ | ------------ | ---------- |
| 1            | 2025年12月10日预定 | 第1话—第7话  | MJHX-02065 |
| 2            | 2025年12月24日预定 | 第8话—第13话 | MJHX-02066 |
| Treasure BOX | 2025年12月30日預定 | 第1話—第13話 | 不適用     |

## 評價
《9-nine-天色天歌天籟音》在Getchu.com舉辦的美少女遊戲大賞2018中獲得綜合部門第16名、劇本部門第7名、繪圖部門第5名、音樂部門第8名、影片部門第9名、角色部門新海天第6名。
《9-nine-春色春戀春熙風》在Getchu.com舉辦的美少女遊戲大賞2019中獲得綜合部門第5名、劇本部門第6名、繪圖部門第9名、音樂部門第5名、角色部門香坂春風第7名。
《9-nine-雪色雪花雪之痕》在Getchu.com舉辦的美少女遊戲大賞2020中獲得綜合部門第4名、劇本部門第3名、系統部門第10名、繪圖部門第5名、音樂部門第7名、角色部門結城希亞第7名。
《9-nine-》在Getchu.com舉辦的美少女遊戲大賞2021中獲得綜合部門第9名、劇本部門第5名。

## 外部連結
- 9-nine-九次九日九重色官方網站（页面存档备份，存于）（日語）
- 9-nine-天色天歌天籟音官方網站（页面存档备份，存于）（日語）
- 9-nine-春色春戀春之風官方網站（页面存档备份，存于）（日語）
- 9-nine-雪色雪花雪之痕官方網站（页面存档备份，存于）（日語）
- 9-nine-官方網站 （页面存档备份，存于）（日語）
- 電視動畫官方網站 （页面存档备份，存于） （日語）
- 『9-nine-』公式的X（前Twitter）
- 《9-nine-系列》在視覺小說數據庫的頁面（英文）
- 9-nine- 支配者的王冠（動畫）在動畫新聞網百科全書中的資料（英文）